# ایو مک‌وی
ایو مک‌وی (انگلیسی: Eve McVeagh؛ ‏ ۱۵ ژوئیهٔ ۱۹۱۹ – ۱۰ دسامبر ۱۹۹۷) بازیگر اهل ایالات متحده آمریکا بود. وی بین سال‌های ۱۹۳۷ تا ۱۹۸۹ میلادی فعالیت می‌کرد.
از فیلم‌ها یا برنامه‌های تلویزیونی که وی در آن نقش داشته است، می‌توان به عاشقتم لوسی و نیمروز اشاره کرد.